# Kevin Zenón
Kevin Andrés Zenón (* 30. července 2001) je argentinský profesionální fotbalista, který hraje na pozici záložníka za klub CA Boca Juniors.

## Kariéra
Zenón začal svou kariéru v týmech z rodného města Goya Central Goya, Huracán Goya a San Ramón Goya. V roce 2018, po zkoušce v Newell's Old Boys, se Zenón připojil k Unión Santa Fe, a to na doporučení otce Lionela Messiho, Jorgeho. V říjnu 2020, kdy se v přátelských zápasech objevoval především jako levý obránce, se prosadil do prvního týmu Uniónu. Jeho seniorský debut přišel 29. října při domácí prohře v Copa Sudamericana s ekvádorským klubem Emelec; v polovině druhého poločasu byl vystřídán Ezequielem Cañetem. Zenónův první start v základní sestavě přišel 1. listopadu proti Arsenalu de Sarandí v Copa de la Liga Profesional.

## Osobní život
Zenón se narodil v Argentině a je syrského původu.

## Statistiky

### Klubové
Platí k zápasu hranému 16. srpna 2024.
| Klub              | Sezóna            | Liga              | Liga   | Liga | Národní pohár | Národní pohár | Ligový pohár | Ligový pohár | Kontinentální | Kontinentální | Celkově | Celkově |
| Klub              | Sezóna            | Soutěž            | Zápasy | Góly | Zápasy        | Góly          | Zápasy       | Góly         | Zápasy        | Góly          | Zápasy  | Góly    |
| ----------------- | ----------------- | ----------------- | ------ | ---- | ------------- | ------------- | ------------ | ------------ | ------------- | ------------- | ------- | ------- |
| Unión Santa Fe    | 2020/21           | Primera División  | —      | —    | —             | —             | 6            | 0            | 3             | 0             | 9       | 0       |
| Unión Santa Fe    | 2021              | Primera División  | 20     | 0    | —             | —             | 12           | 1            | —             | —             | 32      | 1       |
| Unión Santa Fe    | 2022              | Primera División  | 20     | 1    | 1             | 0             | 10           | 0            | 7             | 1             | 38      | 2       |
| Unión Santa Fe    | 2023              | Primera División  | 21     | 2    | 1             | 0             | 14           | 1            | —             | —             | 36      | 3       |
| Unión Santa Fe    | Celkově           | Celkově           | 61     | 3    | 2             | 0             | 42           | 2            | 10            | 1             | 115     | 6       |
| Boca Juniors      | 2024              | Primera División  | 4      | 0    | 2             | 0             | 16           | 2            | 6             | 2             | 28      | 4       |
| Boca Juniors      | Celkově           | Celkově           | 4      | 0    | 2             | 0             | 16           | 2            | 6             | 2             | 28      | 4       |
| Celkově v kariéře | Celkově v kariéře | Celkově v kariéře | 65     | 3    | 4             | 0             | 58           | 4            | 16            | 3             | 143     | 10      |